# Поруб (Мордовия)
Поруб (мокш. Керфу) — мокшанский посёлок в Старошайговском районе Мордовии.

## География
Расположен в центральной части республики, в 11 км к юго-западу от села Старое Шайгово и в 50 км к западу от Саранска.

## История
Основан в начале 1920-х годов переселенцами из села Старая Теризморга. В «Списке населенных пунктов Средне-Волжского края» (1931) Поруб — поселок из 25 дворов Акшовского сельсовета.
Происхождение названия связано с русским словом порубка: населенный пункт возник в лесу, на месте вырубленного леса (поруба).

## Население
| 2002 | 2010 |
| ---- | ---- |
| 25   | ↘2   |